# Réserve naturelle régionale du vallon de la Petite Becque
La réserve naturelle régionale du vallon de la petite Becque (RNR223) est une réserve naturelle régionale située dans les Hauts-de-France. Classée en 2010, elle occupe une surface d'un hectare et protège des habitats comprenant des prairies humides et des mares.

## Localisation

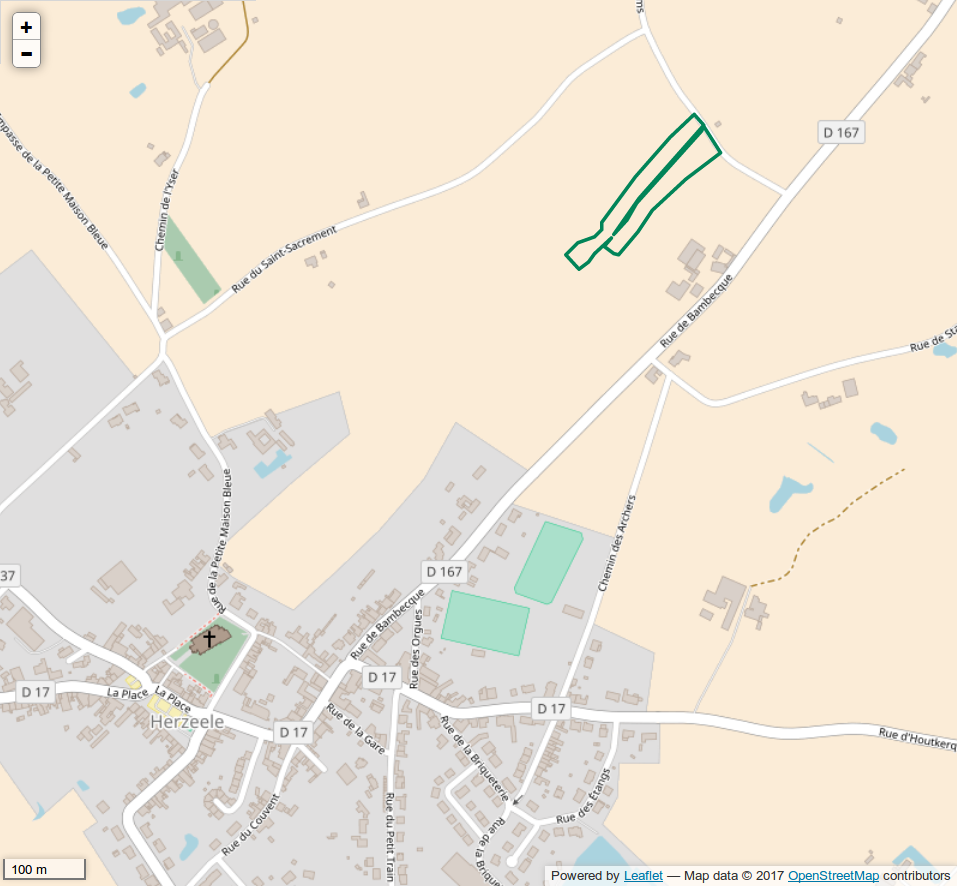
Périmètre de la réserve naturelle.

Le territoire de la réserve naturelle est dans le département du Nord, au sud de la commune de Herzeele et au nord de Bambecque. Il est situé dans un fond de vallée du bassin de l'Yser à l'ouest de la route départementale D 167.

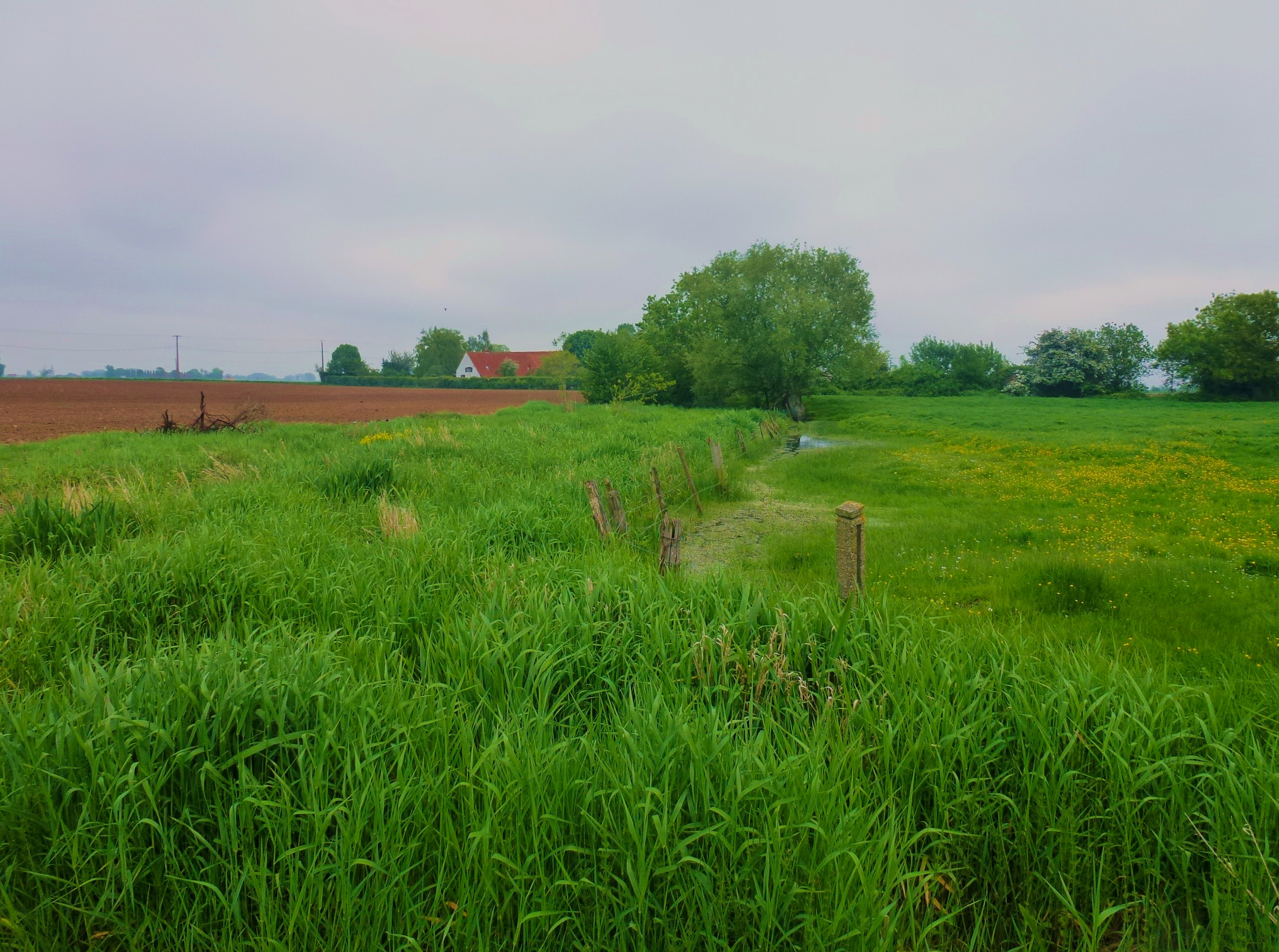
Le fond de vallée du bassin de l'Yser, où la Petite Becque croise la rue de Braems à Herzeele

## Histoire du site et de la réserve

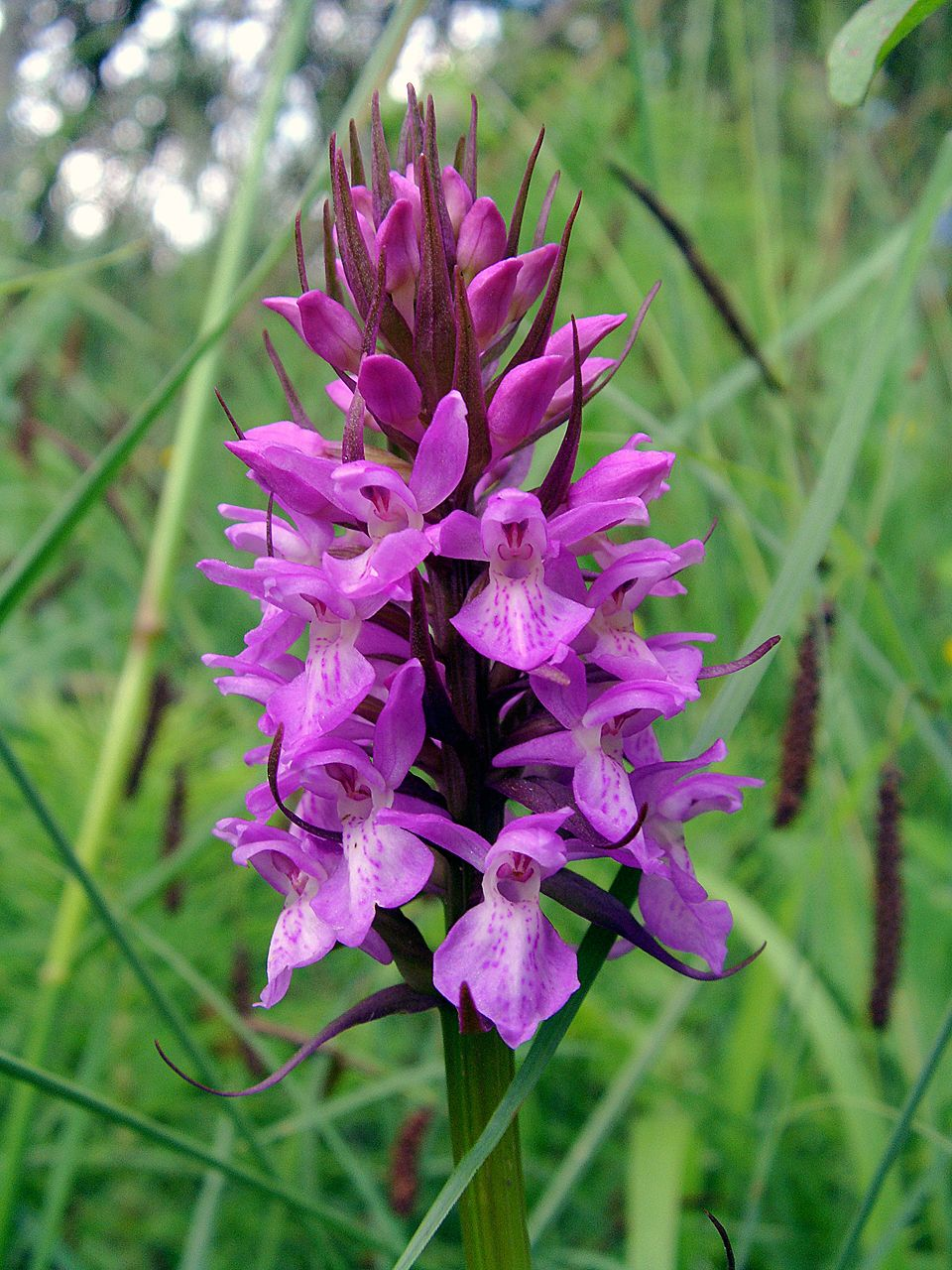
L'Orchis négligé (Dactylorhiza praetermissa) est également une plante en forte régression dans les Flandres et qui trouve refuge dans cette réserve

Ce site était une prairie humide, traversé par une rivière (la « Petite Becque ») et agrémenté d'une mare entourée de saules qui fournissaient des perches de bois. Il a été épargné par les remembrements et la mise en culture parce que trop humide pour être cultivé de manière rentable. Il a donc été maintenu comme pâture à bovins et/ou pré de fauche, devenant un refuge naturel pour les espèces qui ont été chassées par le drainage, les  pesticides, l'arrachage des haies, le labour des prairies et l'arrasage des talus dans la seconde moitié du XXe siècle dans cette région.
Le site a été classé en 1996 comme réserve naturelle volontaire (RNV). La loi "démocratie de proximité" de 2002 a supprimé les RNV. La procédure de reclassement en RNR a abouti en 2010.

## Écologie (biodiversité, intérêt écopaysager…)

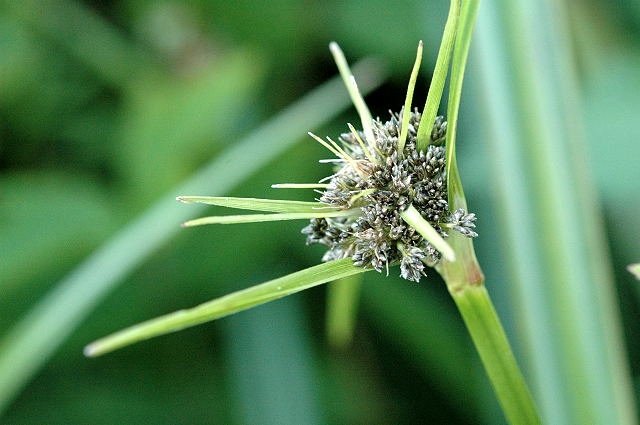
Scirpe des bois (Scirpus sylvaticus)

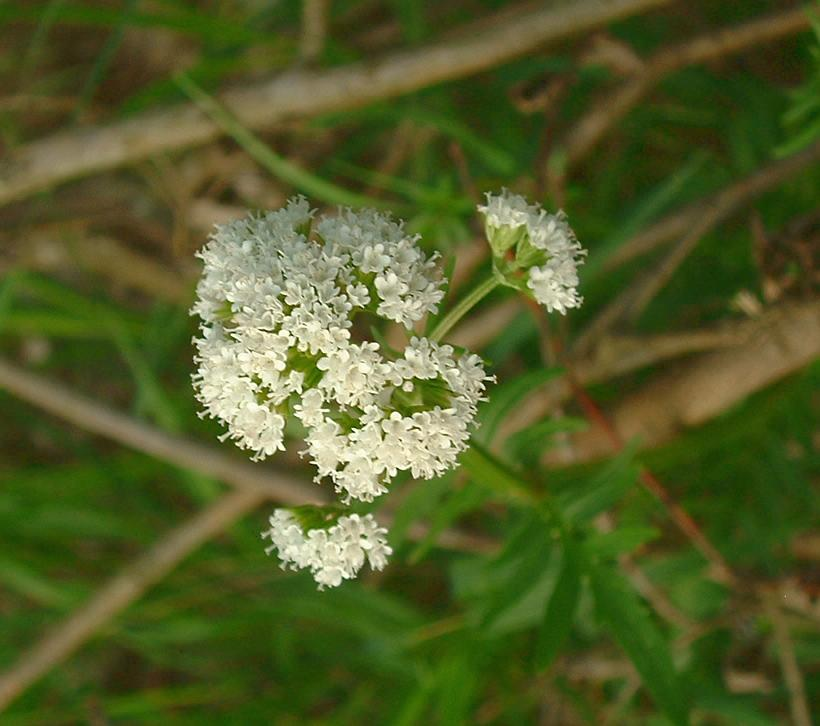
Valériane dioïque (Valeriana dioica)

Le site constitue un habitat relictuel, témoin de ce qu'étaient les milliers de mares qui existaient dans cette région il y a seulement quelques décennies, mais il a aussi vocation de petit conservatoire de la biodiversité : c'est en effet un des points de recolonisation sur lesquels la trame verte régionale, et celle du Dunkerquois peuvent s'appuyer.

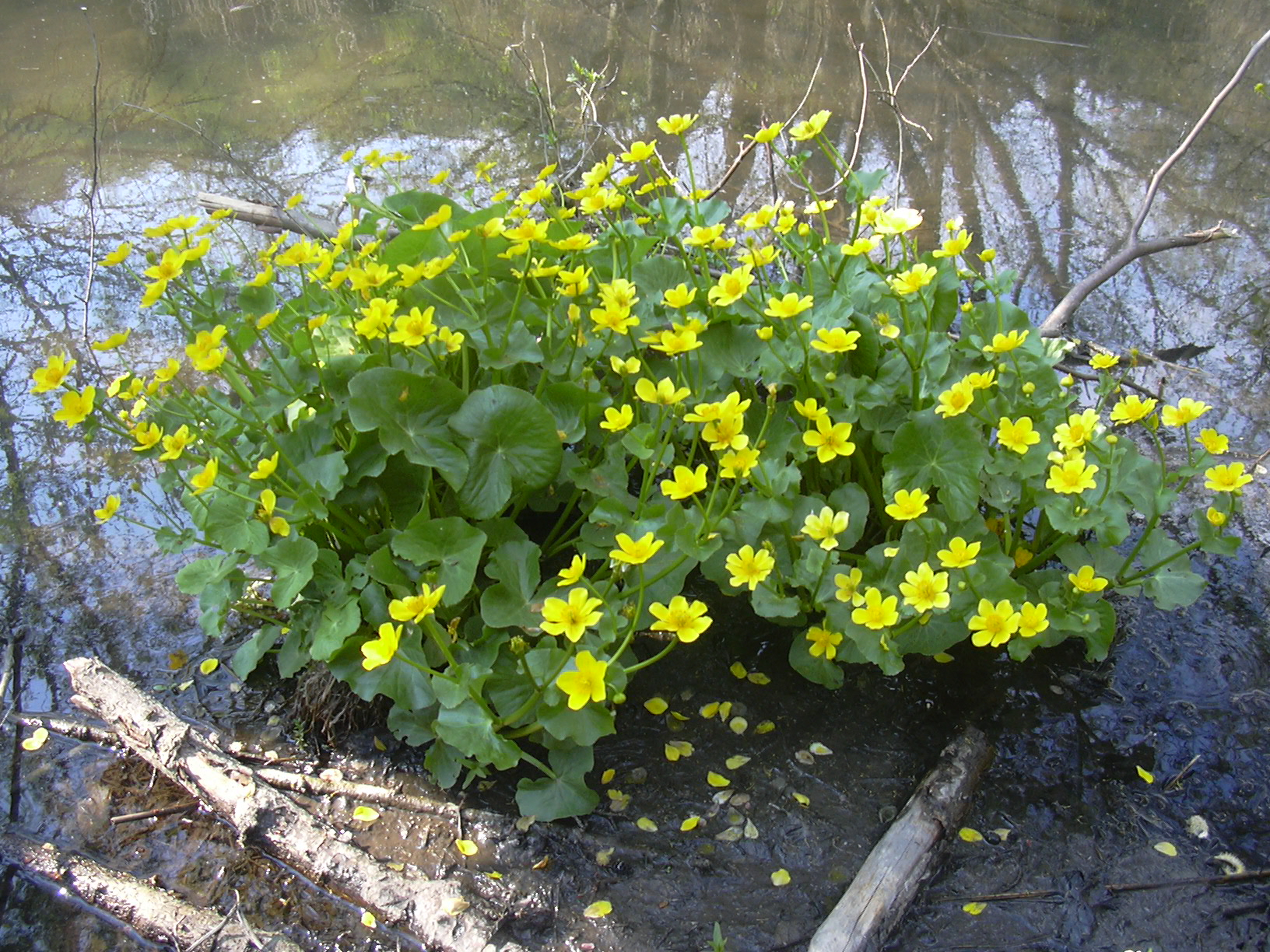
Le Populage des marais (Caltha palustris) est une plante qui était autrefois commune le long des petits cours d'eau de la région, mais qui a beaucoup régressé à la suite de leurs aménagements

C'est un milieu qui reflète et témoigne ce qu'étaient les agrosystèmes de la Flandre, dans la région naturelle dite du « Houtland » (autrefois boisée, puis bocagère avant la grande période des remembrements (années 1960 à 1990 qui a transformé une grande partie de ces sols riches en openfields).
Les biotopes les plus intéressants que le plan de gestion veille à conserver sont les prairies, les saules taillés en têtards, la haie, la mare et enfin le fond et les bergs de la Petite Becque.

### Flore

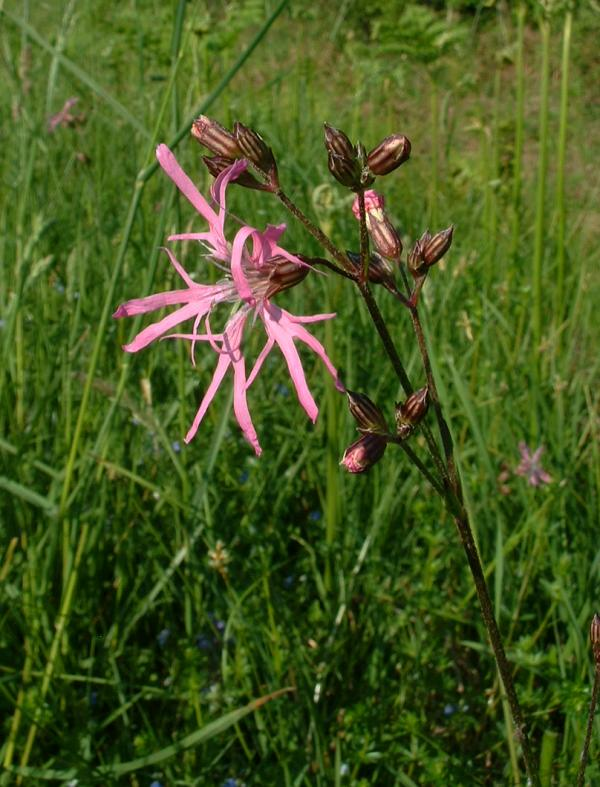
Lychnis fleur de coucou (Silene flos-cuculi)

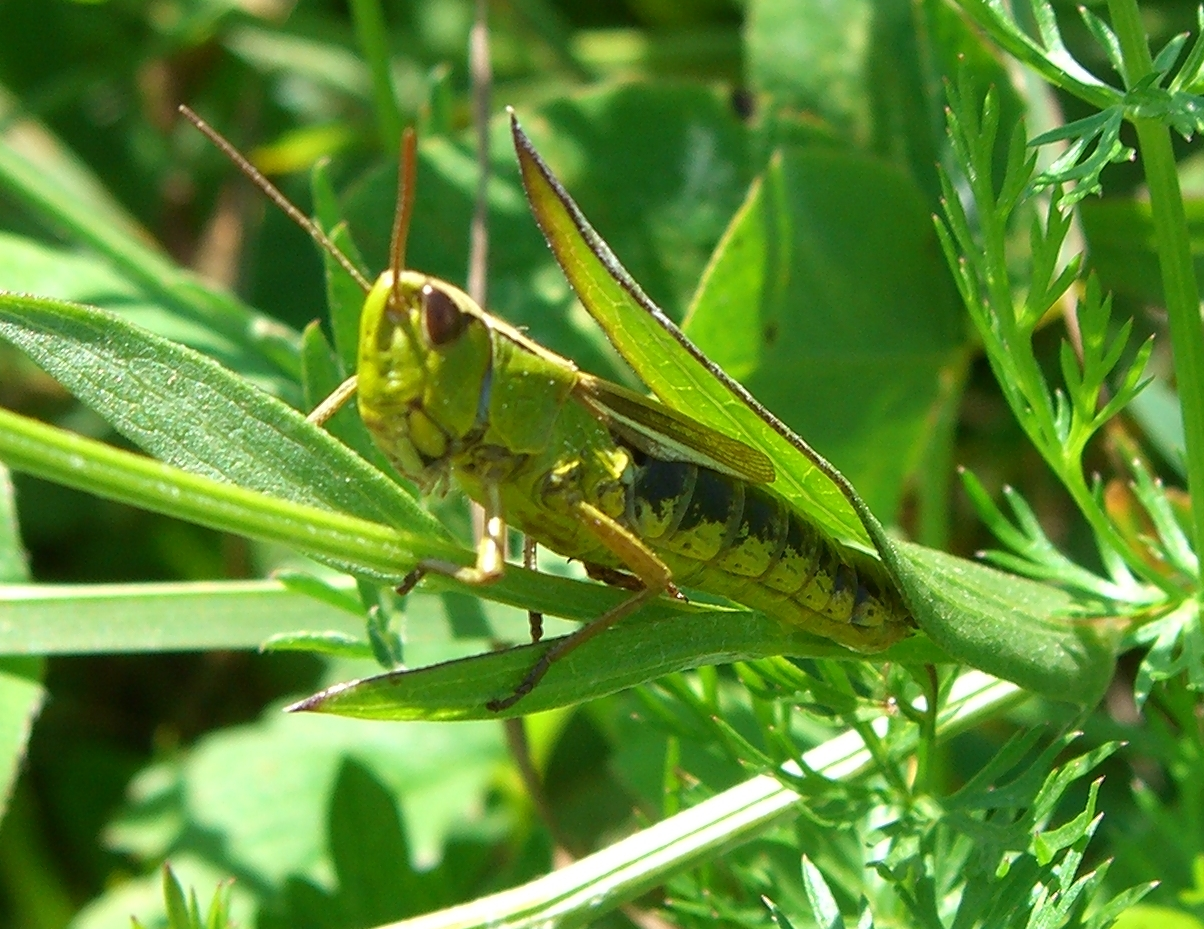
Le Criquet des pâtures (Chorthippus parallelus) est un autre hôte de la réserve

C'est une flore essentiellement herbacée des milieux humides à marécageux qui fait la richesse de cette réserve. En dépit de sa petite taille, elle n'abrite pas moins de 111 espèces végétales inventoriées, dont quelques espèces protégées et/ou menacées de disparition en région du Nord-Pas-de-Calais (ex : Orchis négligé, Valériane dioïque ou Scirpe des bois).
Autour de la mare ou sur les bords du cours d'eau, l'Iris jaune et le Populage des marais cohabitent notamment avec le Lychnis fleur de coucou.

### Faune

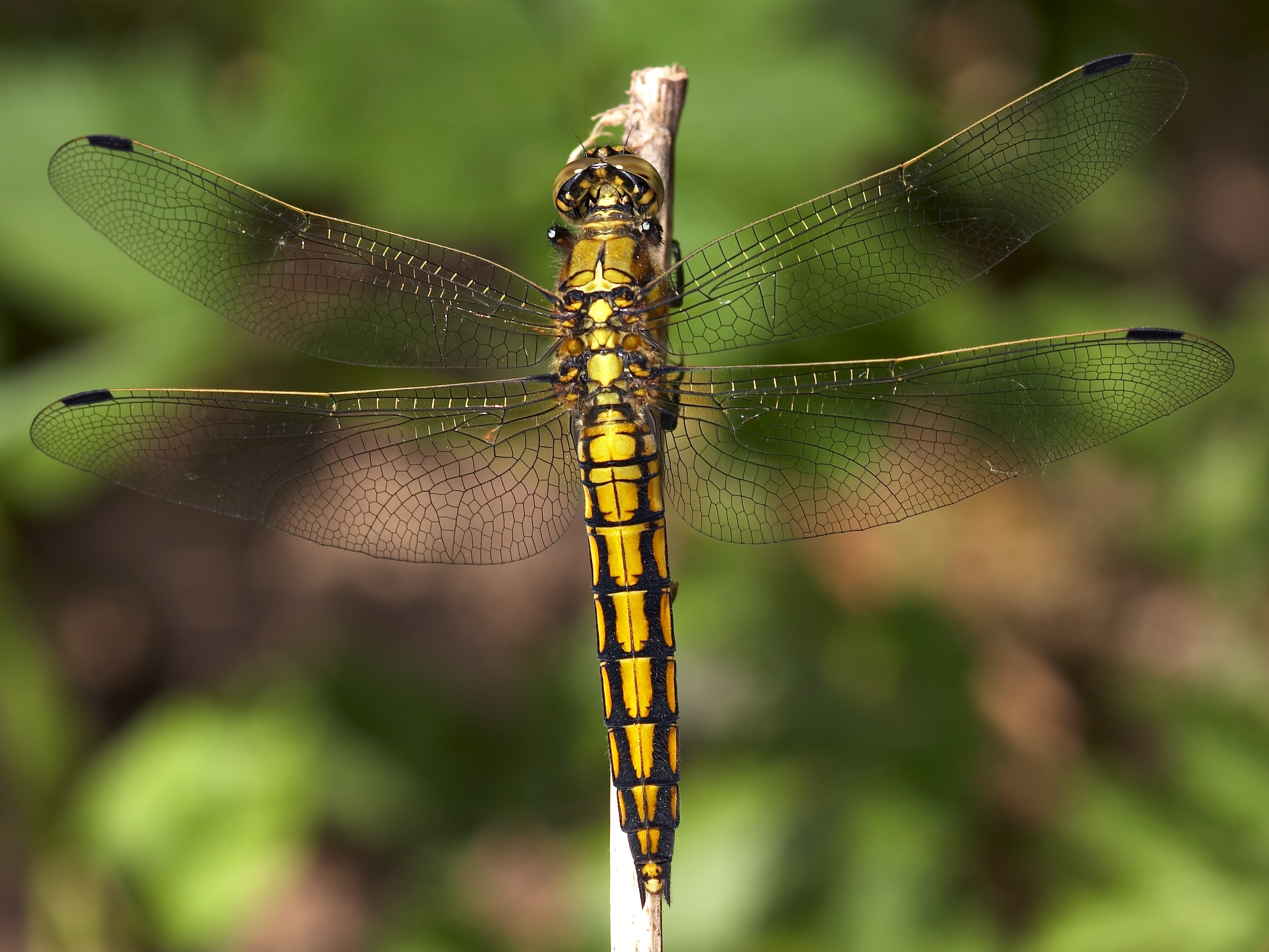
Orthetrum réticulé (Orthetrum cancellatum)

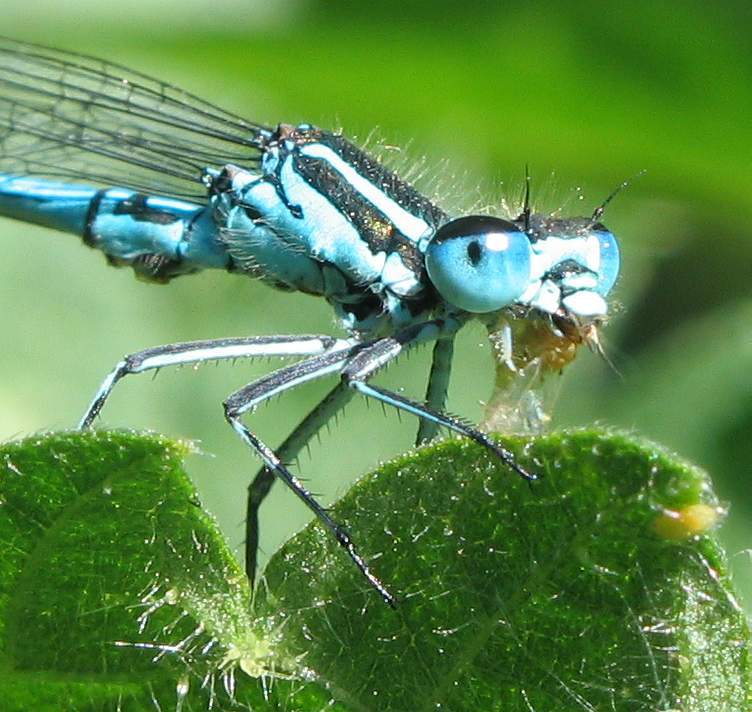
Agrion jouvencelle (Coenagrion puella)

La faune est liée aux biotopes décrits ci-dessus. L'avifaune comprend des oiseaux de milieux ouverts et associés aux saules et à la haie. On trouve également des petits mammifères. Dans la Petite Becque, on peut observer l'Épinoche et L'Épinochette, autrefois très communes mais de plus en plus rares dans la région.
Pour les invertébrés, outre une grande richesse dans le sous-sol préservé du labour, la prairie abrite des criquets et sauterelles (dont le Conocéphale bigarré et le  Criquet des pâtures). La mare abrite diverses larves de libellules (Agrion élégant, Agrion jouvencelle, Orthétrum réticulé). Les saules têtards abritent une communauté d'invertébrés saproxylophages.

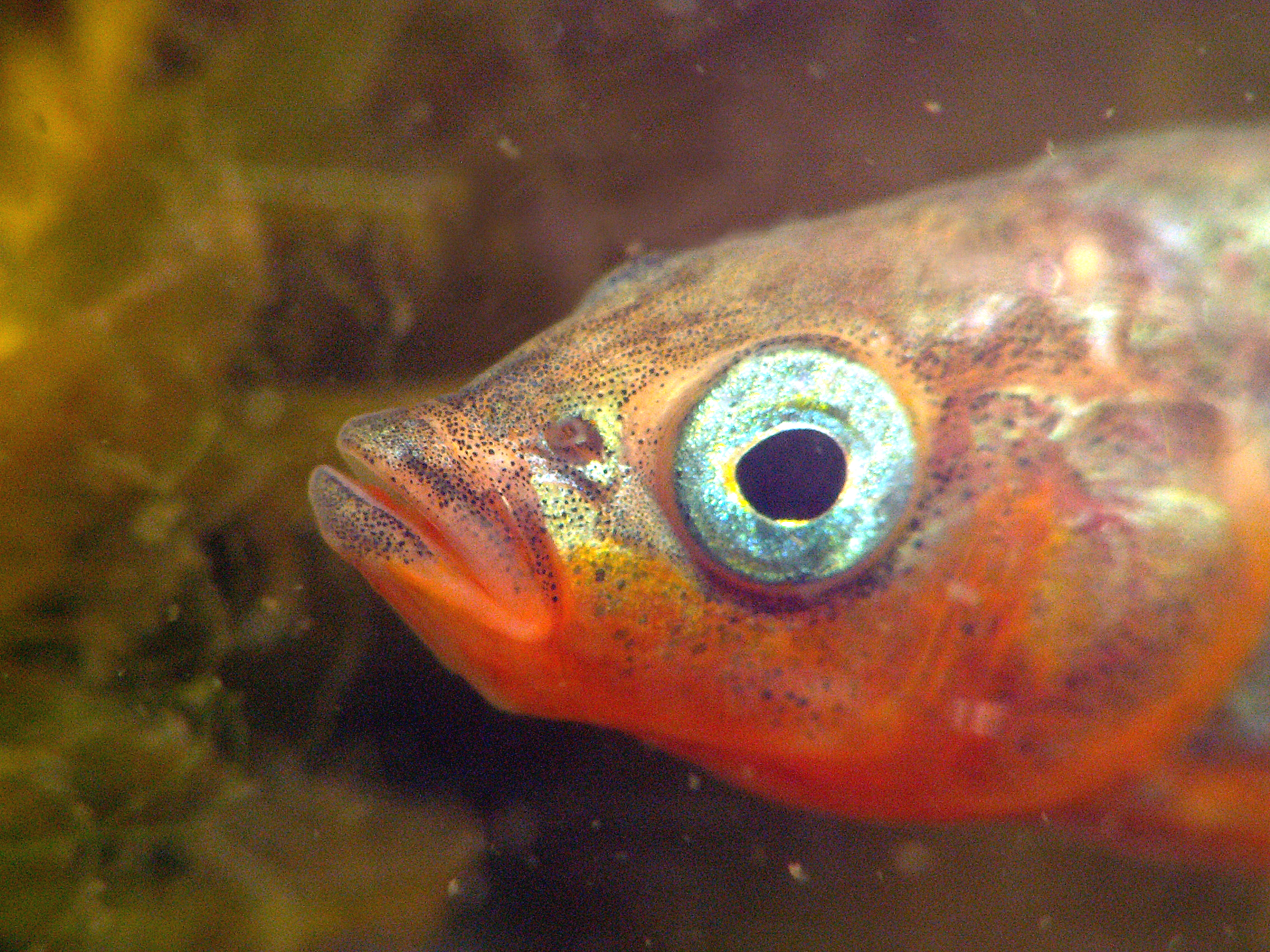
L'épinoche (Gasterosteus aculeatus) (ici un mâle paré de la couleur rouge qui caractérise sa livrée nuptiale) est une espèce qui était autrefois très communes, mais en forte régression dans les zones agricoles de l'Europe de l'Ouest

Le terreau, le bois-mort et le « vieux bois » offert par les saules-têtards sont favorables aux champignons  saproxylophages.

## Intérêt touristique et pédagogique
L'accès à la réserve est ouvert au public sur une partie du site. Les chiens sont interdits.

## Administration, plan de gestion, règlement
La réserve naturelle est gérée par le Conservatoire d'espaces naturels du Nord et du Pas-de-Calais.
Il effectue sur ce site une  gestion écologique durable en lien et partenariat avec le propriétaire (Syndicat intercommunal d'assainissement du Nord) et différents acteurs locaux. La mare qui était envasée a été curée, les saules têtards sont périodiquement élagués offrant un habitat aux espèces cavicoles et saproxylophages. Les boues provenant du curage de la Petite Becque qui avaient été déposées le long du cours d'eau, ont été retirées pour restaurer l'écotone ruisseau - prairies.
Une haie a été plantée pour former un écran relatif avec les parcelles périphériques cultivées afin de limiter les apports de pollutions agricoles et restaurer un microclimat plus favorable. Une fauche avec exportation est faite chaque été pour entretenir les prairies à orchidées.

### Outils et statut juridique
La RNV a été créée en 1996. La réserve naturelle régionale a été classée par une délibération du 4 octobre 2010.